# Репенштет
Репенштет (њем. Reppenstedt) општина је у њемачкој савезној држави Доња Саксонија. Једно је од 43 општинска средишта округа Линебург. Према процјени из 2010. у општини је живјело 7.005 становника. Посједује регионалну шифру (AGS) 3355031.

## Географски и демографски подаци
Репенштет се налази у савезној држави Доња Саксонија у округу Линебург. Општина се налази на надморској висини од 36 метара. Површина општине износи 14,8 km². У самом мјесту је, према процјени из 2010. године, живјело 7.005 становника. Просјечна густина становништва износи 474 становника/km².